# Juan Chocne
También conocido como Juan Chono o Juan Choqne (n. Huamanga - f. 1570), fue el líder y profeta visible del movimiento de resistencia ideológica, religiosa y política Taky Ongoy, surgido hacia 1560 en Ayacucho, en el Virreinato del Perú. Sus ideas incluían la expulsión de los españoles y el rechazo total a su cultura y al cristianismo, además del retorno a su antigua religión (el culto a las Wakas) y a la cultura inca. Intentó extender la rebelión en todo el Tahuantinsuyo, pero fracasó debido principalmente a las divisiones existentes entre los indígenas. Cuando predicaba portaba una canasta en la que él decía «existía un dios que el solo podía ver y que este dios era el sustentador de la raza humana».
La rebelión fue duramente reprimida por el visitador Cristóbal de Albornoz que llevó a Choqne y a los líderes espirituales a Cusco donde debieron rechazar en acto público sus creencias. Las mujeres participantes fueron recluidas en conventos y los curacas fueron multados por su participación en la sublevación. Murió en 1570.